# 青色

此圖中正下方的顏色就是青色，在光譜上正好位於綠色和藍色的正中間。

青色，作爲英文「cyan」的翻譯指的是一種將等量的绿和蓝混合而成的颜色，又稱蓝绿色、青綠色、天青色，傳統加色法上指代任何介於藍色和綠色之間的顏色。在減色法和印刷中，青色專指英文的，是白色光減去紅色光之後的顏色，或者是波长为500～485奈米的色光。

## 定義
中文的青色以“綠色”為其主要含義，例如青草、青山、青江菜、青檸等；在小部份時候也可以指藍色，例如青天白日滿地紅中的“青天”。
除了指綠色和藍色，古代中國對青色所包含的含義極度寬鬆，甚至可以指灰色、黑色、紫色和草綠色等非藍綠色的顏色，例如青絲（更年期的灰色頭髮）、玄青（黑色布料的衣服）、淤青（皮膚下的紫色血塊）和青黃不接（黃色的稻穗枯萎成黃綠色）。
在中國的傳統配色名稱中，青黃為綠色，白青為碧色，深青或淺青均為蒼色，正青又叫水色（英語：aqua）。

## 語言
受到中國的影響，東亞的漢字文化圈國家也經常用青色來指代各種藍綠色系的顏色。例如日本和韓國青色的定義就與中國相反，在大多數時候專指藍色，只有小部份時候才會指綠色。
- 漢字文化圈中藍與綠雖經常分別用不同字描述，但仍存在「青」字同時具有兩種顏色的意涵(甚至可指黑色)，如青天(藍)、青檸(綠)。
  - 越南語亦無特定的詞專指綠色，而「xanh」（儒字：青）此即錯誤用法，需要加字來指「青色」或其他藍綠色。
  - 現代日語有詞分指綠色（緑，／midori，／guriin）和藍色（／ao）。
  - 現代韓語有詞分指綠色（綠色，／noksaek）和藍色（／cheongsaek）。

## 漢字字型的“青”

“青”字的小篆

漢字青，舊字形為“靑”。古漢語中指綠色植物在發芽時所生之色，也是從藍草中提取出的色彩。
小篆“青”字的上部為生、下部為丹。《說文》指出，“生”、“丹”提示其字義，赤（“丹”是赤色石）對應火。在中國的陰陽五行學說中稱青色是東方的正色，因此可用來代表木頭花草和植物屬性，；而木又“生”火，是春季的象徵，春天最多的亦是綠色植物。以顏色來說，木尅土，土是黃色，所以青色中略微黃一點的才是綠色，普通的綠色只是東方的間色。
《釋名》認爲“青，生也”，指出青色代表出生、新生和生命力；也因此，人類最有活力、最充滿創造力的時期稱之為“青春”，人類的幼年過渡到成年的階段稱作“青年”，間於幼年和成年之間的人叫“年青人”。
章太炎認爲“青”由“生”派生而來，生的甲骨文是草破土而出的象形字，所以“青”字反映了草木生長的形貌。

## 現實中的青色（淺藍色）事物

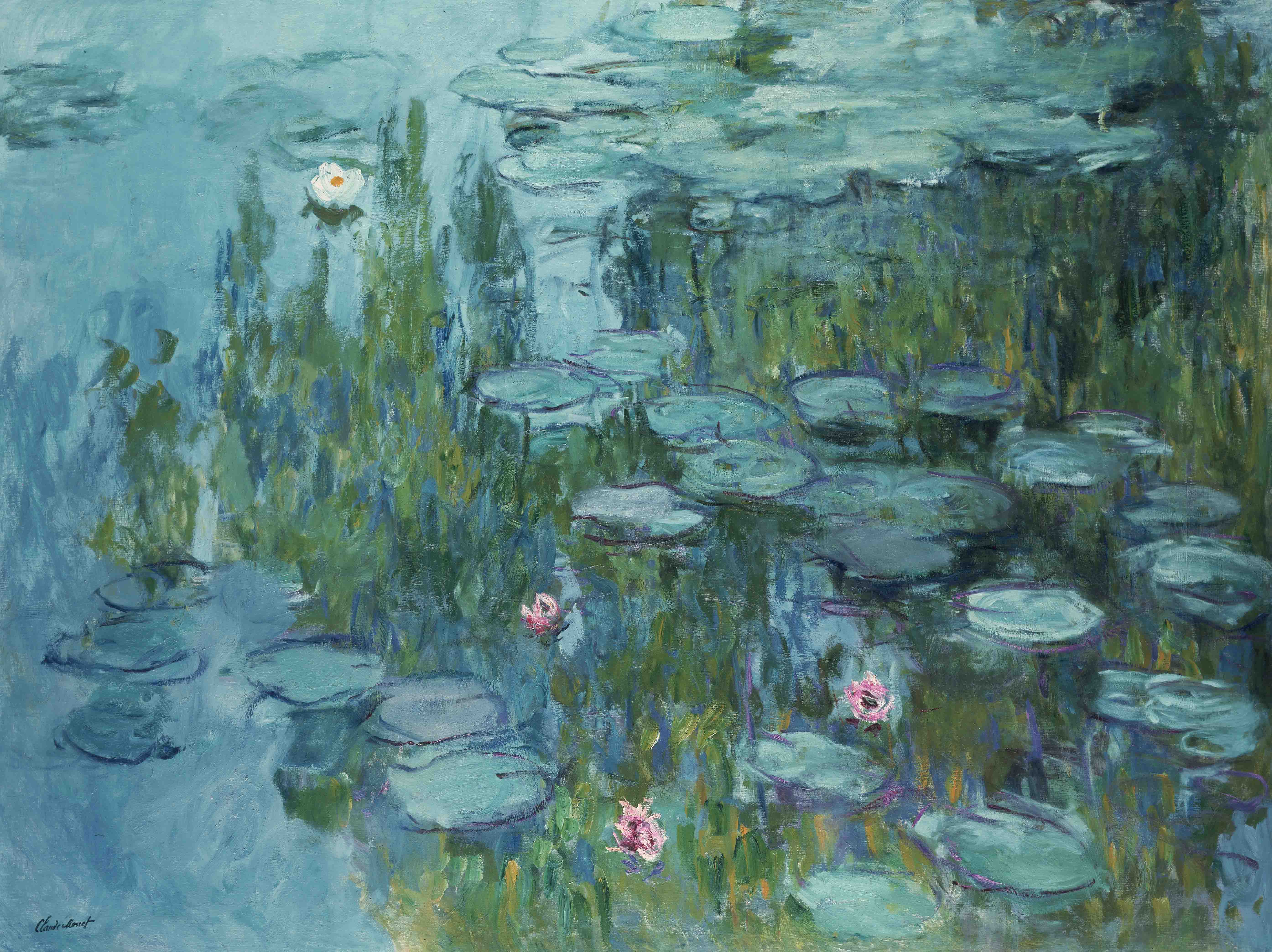
青色的油畫荷花
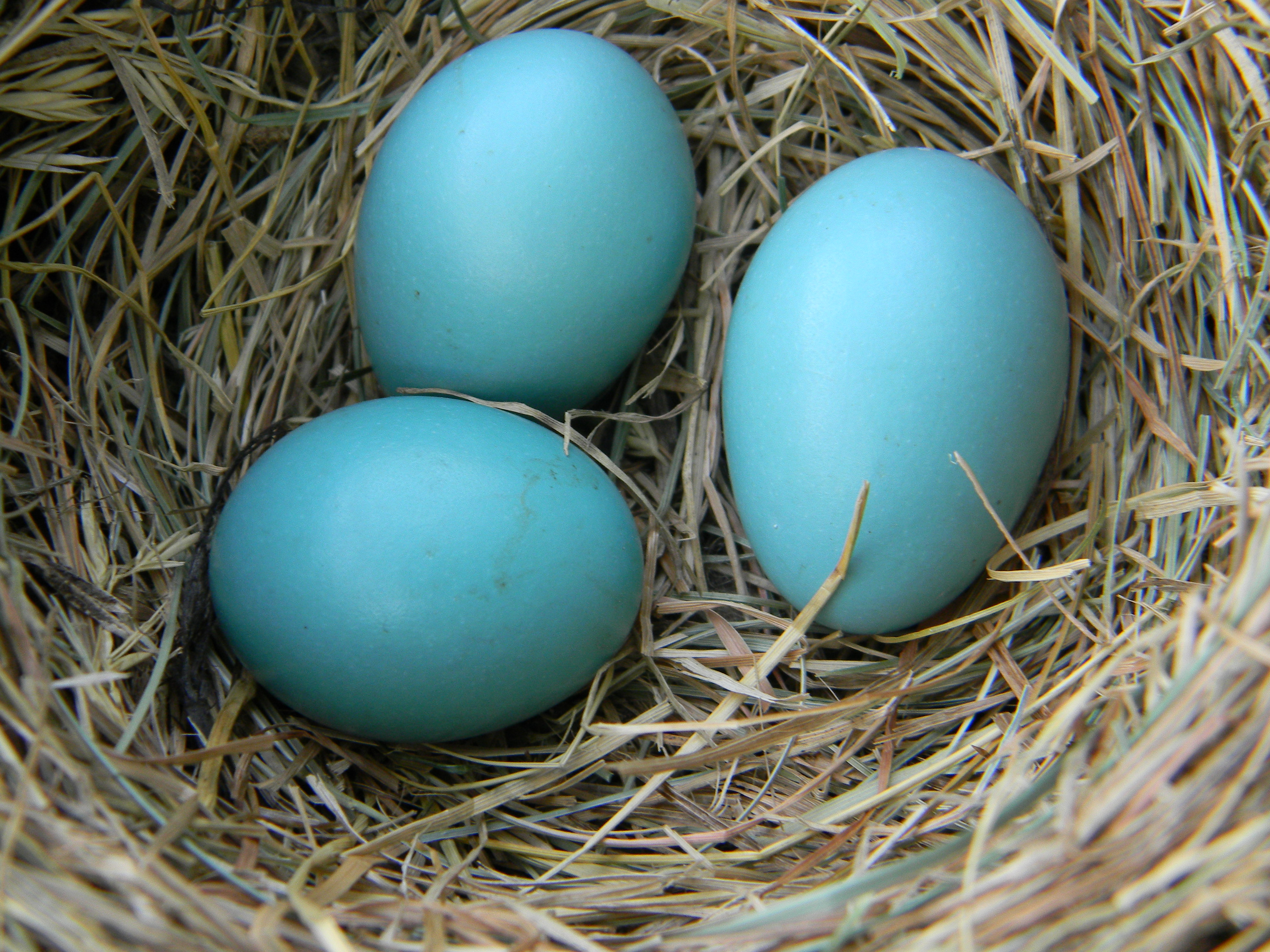
青色的雀形目蛋
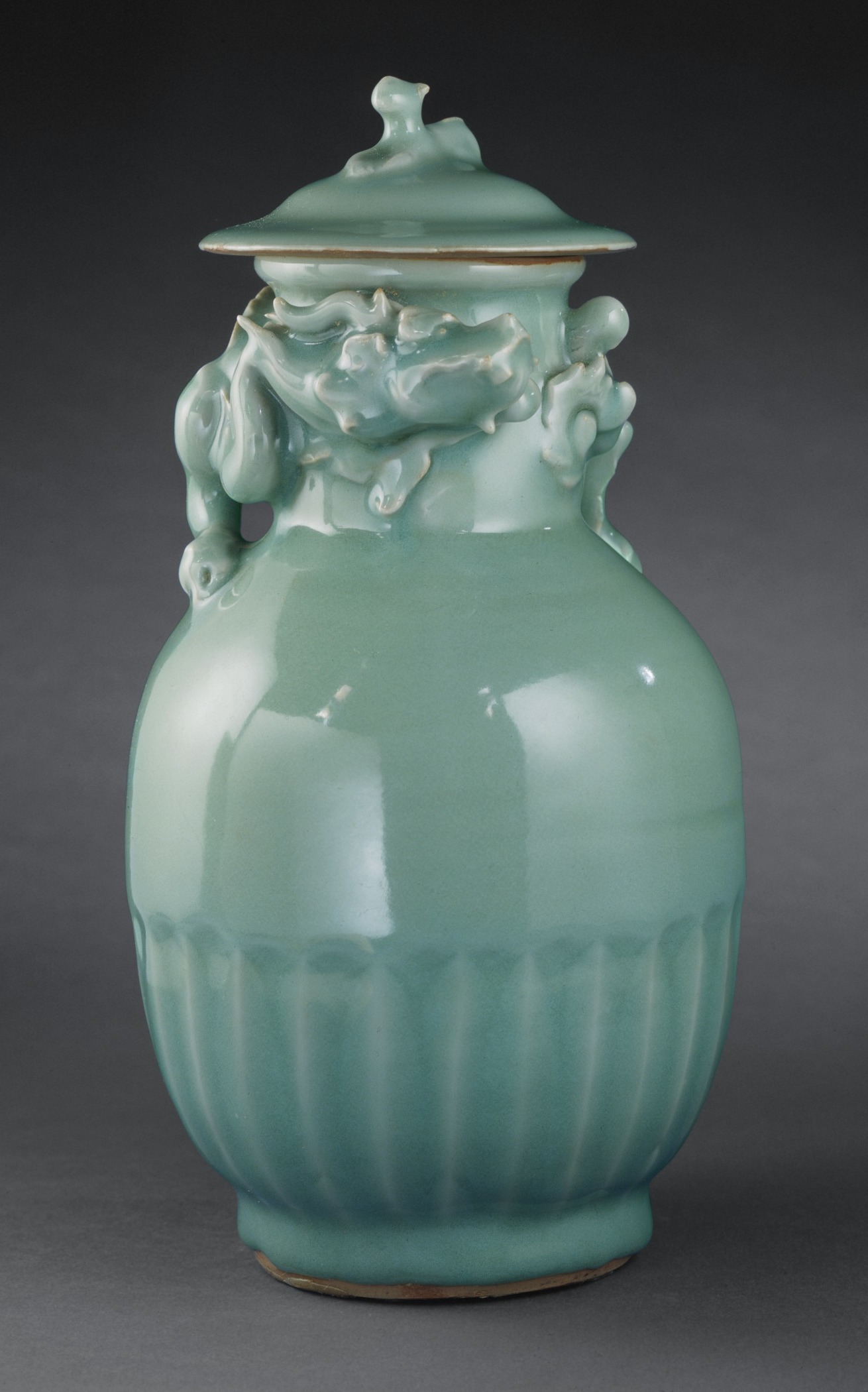
青色的中國瓷器
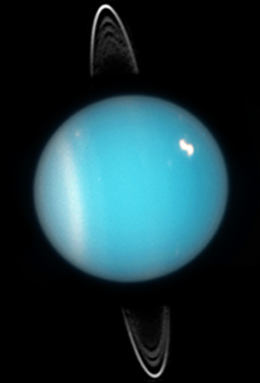
青色的天王星
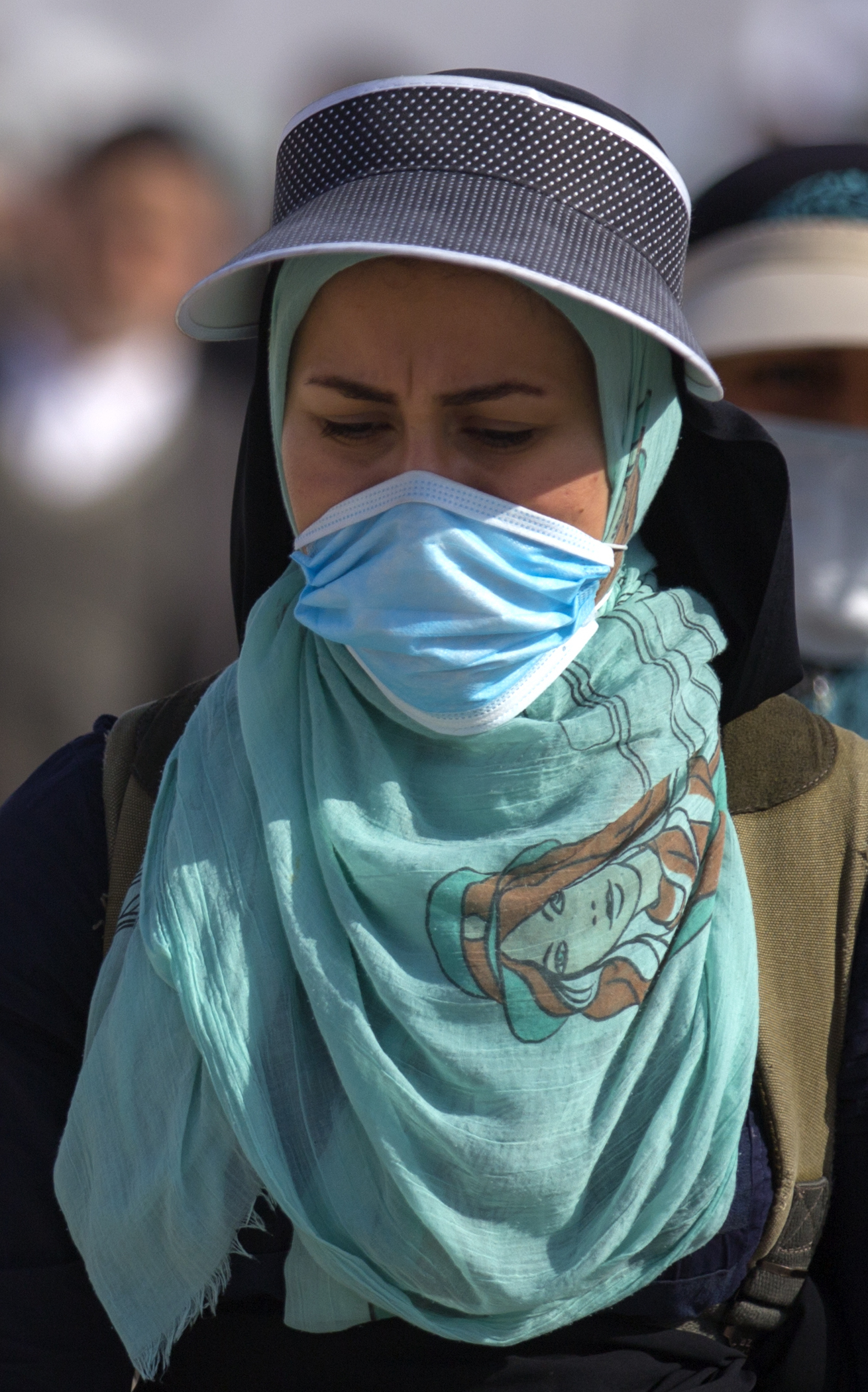
青色的拉丁美洲面罩
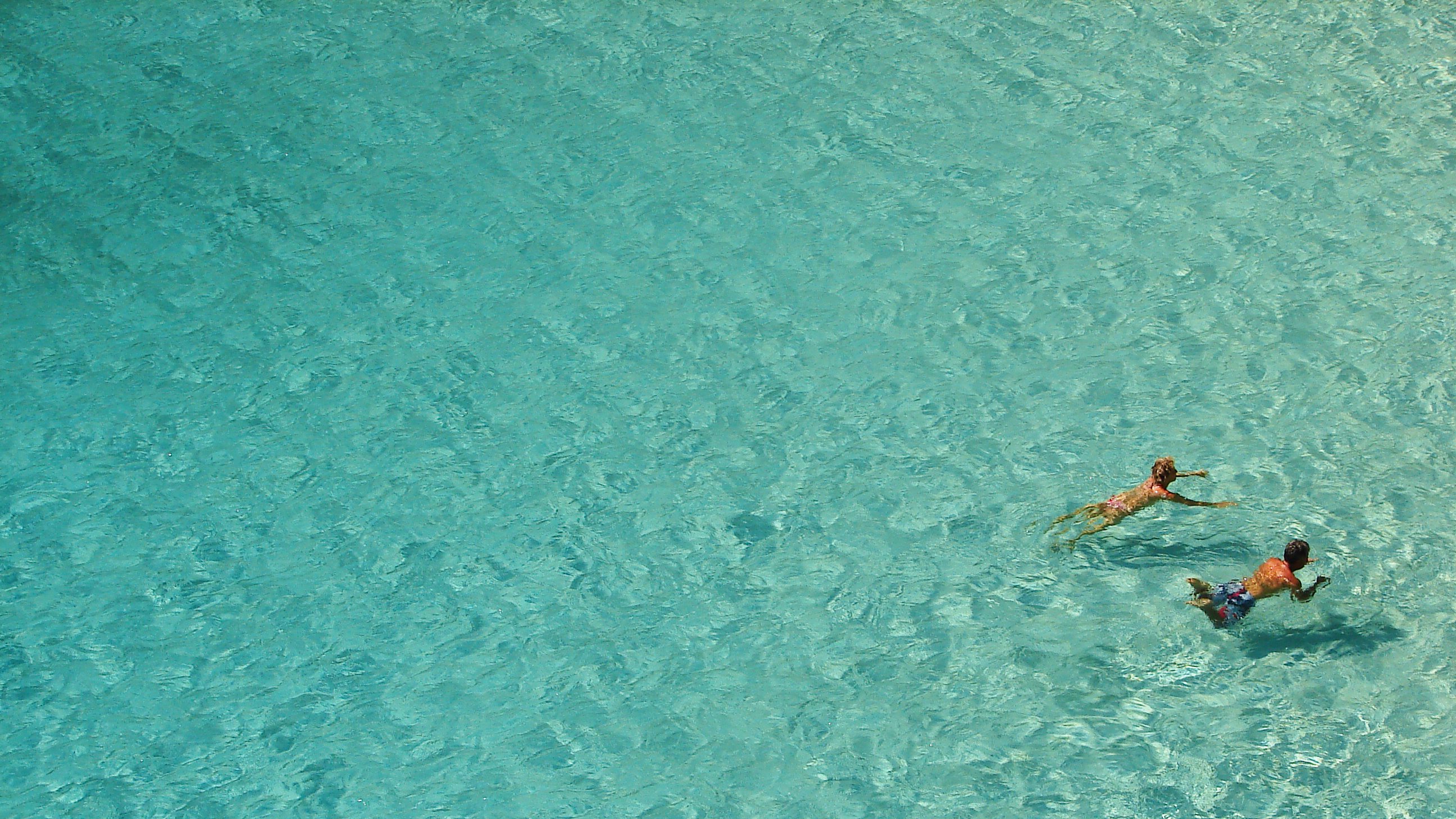
青色的澳洲大堡礁海水
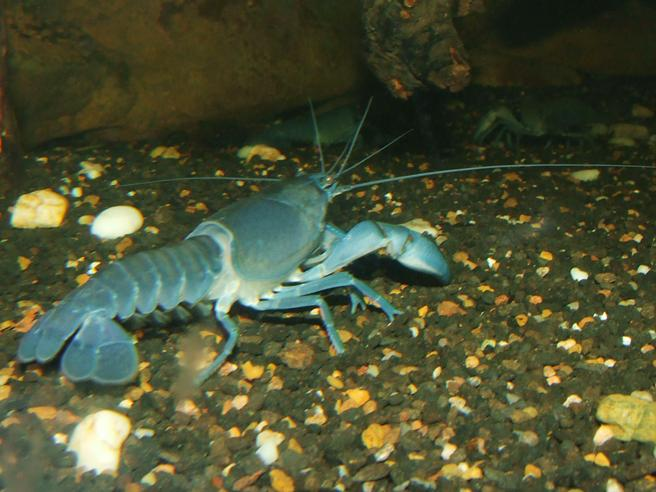
青色的地中海大鳌虾